# Marcello (artista)
Marcello, pseudonimo di Adèle d'Affry (Friburgo, 6 luglio 1836 – Castellammare di Stabia, 14 luglio 1879), è stata una scultrice e pittrice svizzera.

## Biografia
Di famiglia aristocratica, ottenne il titolo di duchessa di Castiglione Colonna per matrimonio. Rimasta vedova già nel 1856, si dedicò alla scultura. Studiò anche pittura e incisione e si perfezionò seguendo corsi di anatomia, geometria e dissezione e visitando i musei di numerose città europee. Stabilitasi a Parigi nel 1859, presentò le proprie opere a tutti i saloni, ad eccezione di quello del 1875, ma non aderì ad alcun gruppo di artisti. Dal 1863 cominciò a esporre sue sculture con lo pseudonimo di Marcello, ottenendo un buon successo e viaggiando frequentemente in diversi paesi europei. Il suo capolavoro, La Pizia, nella versione in bronzo fu acquistata per l'Opéra di Parigi dall'architetto Charles Garnier. Malata di tisi, negli ultimi anni si trasferì in Italia, dedicandosi esclusivamente alla pittura, e vi morì prematuramente nel 1879. Sue opere sono conservate nel Musée d'Orsay di Parigi, al Philadelphia Museum of Art e nel Museo Dahesh di New York.

### I primi anni
Adélaïde Nathalie Marie Hedwige Philippine d'Affry nacque il 6 luglio 1836 a Friburgo, in Svizzera, da famiglia aristocratica. Figlia maggiore del conte e acquerellista Louis d'Affry (1810-1841) e di Lucie de Maillardoz (1816-1897). Il nonno materno era il marchese Philippe de Maillardoz, mentre Louis-Auguste-Philippe d'Affry (1743-1810), bisnonno di Adèle, era stato il primo Landamano della Svizzera.
Nel 1841, due anni dopo la nascita della sorella minore, il padre morì. Adèle e la sorella Cécile crebbero quindi con la madre, vivendo tra Friburgo e Givisiez nei mesi estivi, e tra Nizza e l'Italia durante l'inverno.
Adèle d'Affry ricevette l'educazione classica delle ragazze di buona famiglia. Quando, a quattordici anni, vide la collezione di statue di Ludovico I di Baviera sognò per la prima volta di diventare un'artista professionista.
Intorno al 1853-54 seguì, tra le altre, le lezioni di disegno e di acquerello del pittore Joseph-Auguste Dietrich (1821-1863) e frequentò per la prima volta un corso di modellato nell'atelier romano dello scultore svizzero Heinrich Max Imhof (1795-1869), dove conobbe Jean-Baptiste Carpeaux, Georges Clairin e Henri Regnault, tutti vincitori del Prix de Rome.

### Anni romani e la vocazione artistica
Fu proprio nella città eterna che conobbe il suo futuro marito. Il 5 aprile 1856 Adèle sposò Carlo Colonna (1825-1856), insignito lo stesso anno del titolo di duca di Castiglione Altibrandi, ottenendo così il titolo di duchessa di Castiglione Colonna. L'unione fu però di breve durata: il 18 dicembre, a Parigi, Carlo Colonna morì improvvisamente di febbre tifoidea.
Impegnata in controversie successorie che la opponevano alla famiglia Colonna, nel 1857 la duchessa trovò ospitalità nel convento delle Dame del Sacro Cuore a Trinità dei Monti. In questo periodo cominciò a coltivare la sua vocazione artistica. Riprese le lezioni nell'atelier di Imhof, visitò numerose chiese, ammirò le opere dell'antichità classica e di Michelangelo; in autunno modellò il busto del defunto marito. A questa prima scultura seguì presto un autoritratto.

### Una duchessa a Parigi

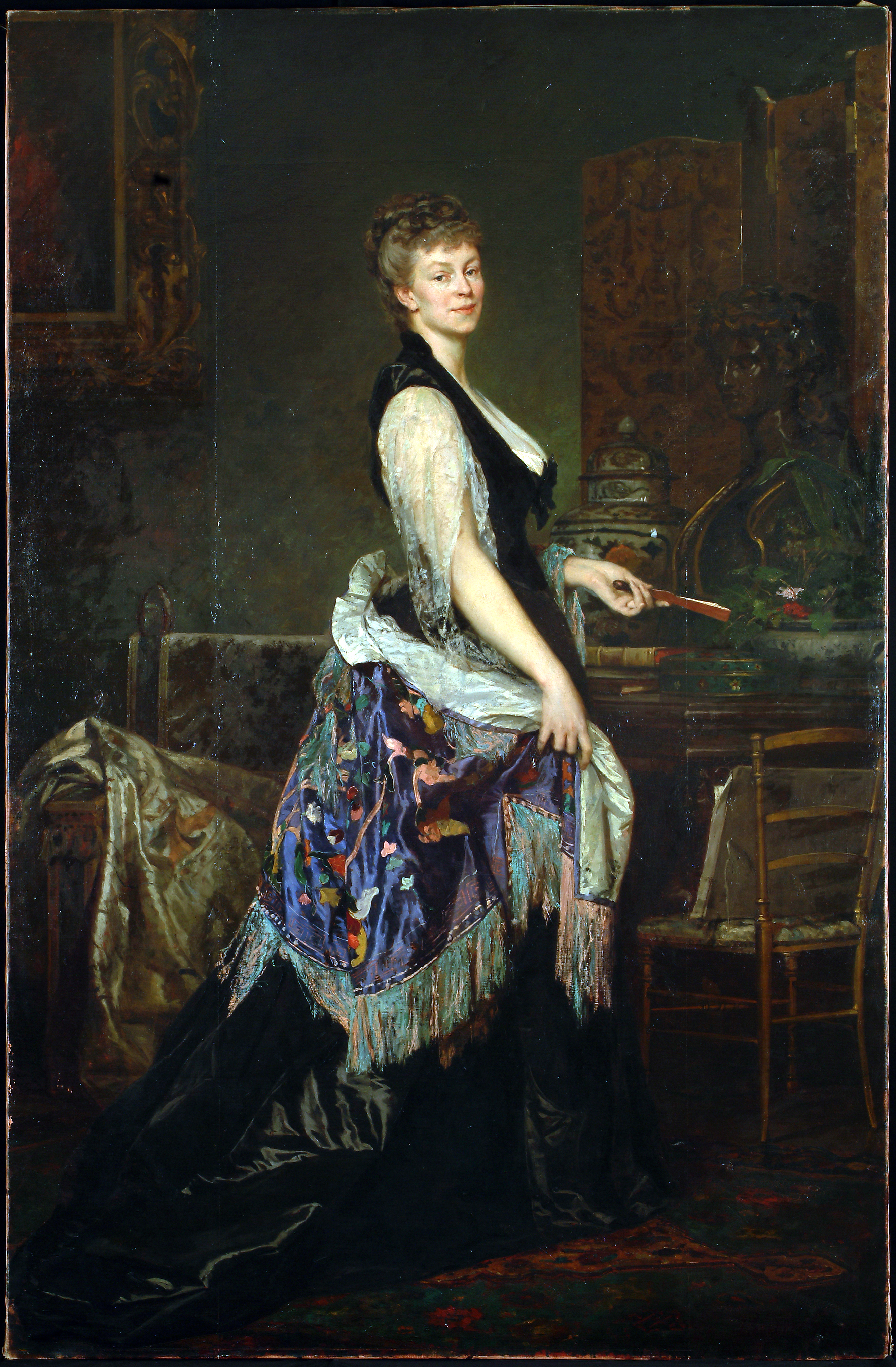
Edouard-Théophile Blanchard, Ritratto della duchessa Castiglione (1877), Musée d'art et d'histoire di Friburgo.

Nel 1859 Adèle si trasferì a Parigi, prendendo in affitto un appartamento presso Léon Riesener (1808-1878), cugino di Eugène Delacroix, al numero 1 di rue Bayard. Pierre Andrieu, amico dei Riesener e assistente di Delacroix, l'aiutò ad affrescare la sala da pranzo e il laboratorio. A Parigi la duchessa iniziò a frequentare l'alta società del Secondo Impero. Nel frattempo, il 29 ottobre la sorella Cécile sposò il barone Moritz von Ottenfels-Gschwind (1820-1907), un diplomatico austriaco. Il rango di Adèle la portò a frequentare i salotti legittimisti del faubourg Saint-Germain, mentre il suo gusto la spingeva a preferire quello della contessa Anastasia de Circourt. La bella duchessa strinse legami di amicizia che dureranno negli anni, tra cui quello con Adolphe Thiers. Padre Gratry divenne la sua guida spirituale.

### Esordio artistico
Nel 1860 Adèle lavorò alla sua prima composizione, La bella Elena. Al Museo di storia naturale studiò gli animali e la loro rappresentazione con lo scultore Antoine-Louis Barye. Si esercitò con passione sia nella raffigurazione dal vero che nella copia di opere classiche, senza trascurare gli aspetti più tecnici e faticosi della scultura. L'impetuoso Auguste Clésinger (1814-1883) seguì da vicino i suoi progressi. A dicembre iniziò a frequentare con molta discrezione le lezioni di anatomia del professor Sappey nel seminterrato della scuola pratica di medicina. Lo stesso anno conobbe Eugène Delacroix. Presto si manifestarono in lei i primi sintomi della tisi, la malattia che la porterà alla morte.
La sua domanda di ammissione all'École des beaux-arts venne respinta l'anno seguente, nel 1861. Tornata a Roma, Adèle visitò Villa Medici, dove ebbe modo di ammirare il gruppo scultoreo di Ugolino e i suoi figli, al quale stava lavorando il giovane Jean-Baptiste Carpeaux. L'amicizia tra i due artisti si interromperà solo alla morte dello scultore.

### L'uso dello pseudonimo

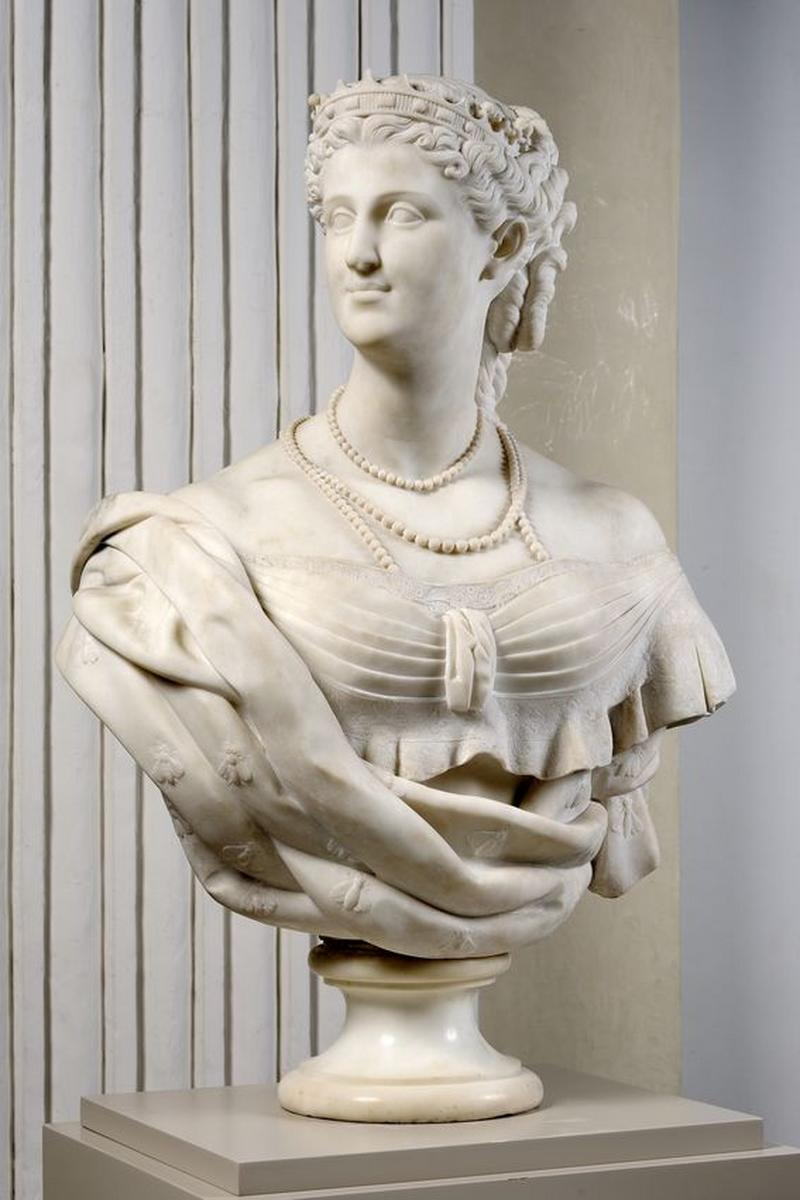
Ritratto dell'imperatrice Eugenia, al Musée des Beaux-Arts di Lione

Dopo molte esitazioni, Adèle Castiglione-Colonna decise di esporre al Salon di Parigi del 1863 con lo pseudonimo di Marcello, presentando tre busti: Bianca Cappello, il Ritratto del conte G. de N…[icolaÿ] e il Ritratto della Duchessa di San C…[esario], un'opera in cera. Il grande successo riscosso dalla sua Bianca suscitò l'interesse dell'imperatrice Eugenia, che la invitò a partecipare a uno dei celebri lunedì alle Tuileries. Adèle fu ammessa a corte e frequentò Napoleone III, per il quale nutriva grande ammirazione.
Nel febbraio del 1864 Marcello ospitò Jean-Baptiste Carpeaux a Givisiez, ma respinse la proposta di matrimonio presentata dalla madre dello scultore. Lo stesso anno, alle preoccupazioni artistiche si aggiunsero quelle legate al rango di duchessa e ai suoi doveri di rappresentanza; ricevette infatti un invito alle séries de Compiègne. Andrieu partecipò per suo conto all'asta che seguì la morte di Delacroix, acquistando per lei tre schizzi.
Nel 1865 Marcello espose nuovamente al Salon, stavolta presentando un busto in marmo della Gorgone. Il 2 agosto riceve la commissione ufficiale per un ritratto dell'imperatrice Eugenia, opera destinata a decorare la sala del trono dell'Hôtel de Ville di Parigi. Di questo busto Marcello produrrà quattro diverse versioni.
Tra giugno e luglio del 1866, il suo busto in bronzo della Gorgone venne esposto alla Royal Academy di Londra, dove Adèle si recò per sincerarsi di persona dell'accoglienza riservata. L'ammirazione per la regina Maria Antonietta, che condivideva con l'imperatrice Eugenia, la indusse a realizzare i busti di Maria Antonietta a Versailles e di Maria Antonietta al Tempio, che presentò al Salon di Parigi nel mese di maggio. A novembre, il busto dell'imperatrice viene aspramente criticato e respinto dalla Commissione delle belle arti della città di Parigi; Adèle ne rimase sconvolta, temendo di essere caduta in disgrazia agli occhi dell'imperatrice. La questione ebbe un lieto fine – il prefetto Haussmann deciderà infatti di accettare il busto – ma la gettò in uno stato di prostrazione.
All'esposizione universale del 1867, nella sala dello Stato Pontificio, Marcello espose otto delle opere commissionate dall'imperatore Napoleone III per i giardini di Compiègne: tra di esse figura l'Ecate. Nei mesi di maggio e giugno visitò l'Austria, la Germania e l'Ungheria in compagnia della madre. A Budapest, le due donne assistettero all'incoronazione dell'imperatrice Elisabetta della quale, al suo ritorno a Parigi, Marcello realizzerà un piccolo busto in marmo.

### Il soggiorno in Spagna
L'anno seguente soggiornò dapprima nell'Italia settentrionale e a Roma, poi a Cauterets, nei Pirenei. Attraversando la frontiera per recarsi in Spagna si trovò coinvolta suo malgrado in un'insurrezione. Nonostante la situazione fosse piuttosto pericolosa, decise di rimanere a Madrid, dove lavorò al fianco dei suoi amici pittori Regnault e Clairin. Nella capitale spagnola conobbe il generale rivoluzionario Jaime Milans del Bosch e ne modellò un busto. Le lettere di raccomandazione di Prosper Mérimée le aprirono le porte del Prado dove ammirò in particolare le opere di Velázquez.

### La pittura
Di ritorno a Roma, nel 1869 Marcello inviò a Parigi il busto della Baccante stanca, destinato al Salon. Nel suo atelier nel quartiere detto "del papa Giulio" realizzò La Pizia, il suo capolavoro, che sarà acquistato dall'architetto Charles Garnier per abbellire la nuova Opéra di Parigi. Per le importanti difficoltà tecniche che dovette affrontare durante l'esecuzione, Marcello pensò addirittura di abbandonare la scultura e i suoi pesanti vincoli materiali per dedicarsi alla pittura. In questo periodo romano conobbe il musicista Charles Gounod e il pittore Ernest Hébert, con cui studiò disegno a Villa Medici. Praticò la pittura anche nell'atelier dell'artista Mariano Fortuny i Marsal, dove conosce il pittore Attilio Simonetti e Eduardo Rosales.

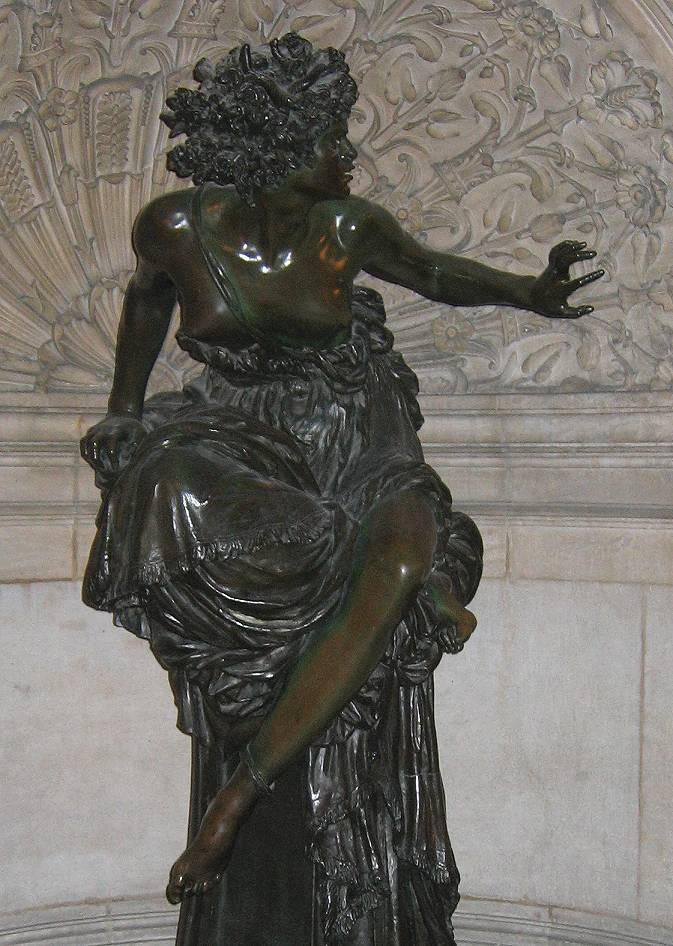
Adèle d'Affry, La Pizia

Al Salon del 1870 Marcello espose il suo Capo abissino, ora al Museo d'Orsay di Parigi, della quale è conservata al Museo Dahesh di New York una replica in bronzo, ed eseguì una versione in marmo de La Pizia. Di quell'anno è anche la Zingara Maria, che sembra aver ispirato all'amico Regnaud il dipinto Salomè. 
Durante la guerra e la Comune si rifugiò in Svizzera. Indebolita dalla malattia e dagli sforzi che le causava l'attività di scultrice, lavorò nell'atelier ginevrino del pittore Alfred van Muyden.
Di ritorno a Parigi nel 1872, Adèle proseguì gli studi di pittura con Léon Bonnat.
Nel 1873, alla morte di Napoleone III, la duchessa si recò a Chislehurst, in Inghilterra, per porgere le condoglianze all'imperatrice Eugenia e al principe imperiale. Quell'anno Marcello avrebbe voluto fare il suo debutto al Salon come pittrice e donna artista, presentando il Ritratto di madame de Tallenay, ma alla fine preferì rinunciare. I cinque busti presentati all'esposizione universale di Vienna come Marcello — il Capo abissino, Bianca Cappello, le due versioni di Maria Antonietta e La Pizia — le valsero il conferimento di una medaglia.
L'anno seguente inviò al Salon un dipinto di grandi dimensioni, La congiura di Fiesco; il rifiuto dell'opera oppostole dalla giuria la ferì profondamente.
Nel 1875, la duchessa eseguì il ritratto di Berthe Morisot. Rifiutò di farsi ritrarre a sua volta da Manet, posò invece per l'amico pittore Édouard Blanchard. Al Salon presentò Redemptor mundi, Febe e La bella romana. All'inaugurazione dell'Opéra Garnier, il 5 gennaio, sia il pubblico che la critica acclamarono La Pizia, sorprendendo positivamente l'artista.

### Le ultime opere e la morte
Da Friburgo, dove se era trasferita dal gennaio del 1876, Marcello partì per un nuovo viaggio in Italia, con tappe a Firenze, Orvieto, Roma, Bologna, Ferrara, Ravenna, Padova, Venezia, Verona e Milano. Cogliendo l'occasione, il direttore della Galleria degli Uffizi le commissionò il suo ritratto. Quello stesso anno, il busto de La baronessa di Keffenbrinck-Ascheraden che aveva presentato al Salon le valse una semplice menzione d'onore, amareggiandola.
Nel 1877, spossata dalla tosse e dai dolori articolari, Adèle cercò sollievo al sole del Sud della Francia; su consiglio dei medici, trascorse il mese di dicembre in Italia. Nei mesi seguenti la duchessa si spostò di frequente tra Napoli, la Svizzera e Parigi, alla ricerca del clima ideale per calmare le continue emottisi.
Il 2 gennaio del 1878 redasse una seconda versione del testamento, elencando le sculture che voleva lasciare in eredità allo Stato di Friburgo, a condizione che venisse fondato un museo dedicato alle sue opere.
Stabilitasi infine a Castellammare di Stabia, disegnò freneticamente, riordinò le sue carte e iniziò la redazione dei suoi mémoires che rimarranno incompiuti.  Adèle d'Affry morì, stroncata dalla tubercolosi, il 16 luglio 1879. Venne sepolta a Givisiez, nei pressi della sua Friburgo natale, secondo le sue ultime volontà.

## Esposizioni eSalons
- 1863: Salon (1º maggio-1º luglio), Parigi, Palais des Champs-Elysées.
- 1864: Esposizione di Parigi, boulevard des Italiens.
- 1865: The Royal Academy Exhibition (giugno-luglio), Londra; Salon(1º maggio-20 giugno), Parigi, Palais des Champs-Elysées.
- 1866: Salon (1º maggio), Parigi, Palais des Champs-Elysées; Esposizione di Belle Arti, Lille; The Royal Academy Exhibition, Londra
- 1867: Esposizione del Cercle de l'Union artistique (marzo), Parigi; The Royal Academy Exhibition, Londra; Esposizione universale (15 aprile-15 settembre), Parigi, Palais du Champ de Mars.
- 1869: Salon (1º maggio), Parigi; Exposition internationale des Beaux-arts (20 luglio-31 ottobre), Monaco di Baviera.
- 1870: Salon (1º maggio), Parigi, Palais des Champs-Elysées.
- 1873: Esposizione presso Durand-Ruel (1º marzo), Parigi; Esposizione universale, Vienna.
- 1874: Salon, Parigi.
- 1875: Salon, Parigi, Palais des Champs-Elysées.
- 1876: Salon, Parigi, Palais des Champs-Elysées.
- 1877: Esposizione al Cercle artistique, Nice, Palais Christine.

## Opere nelle collezioni pubbliche
Le opere di Marcello sono esposte in varie collezioni pubbliche e private. Sue opere sono conservate nel Musée d'Orsay di Parigi, nel Philadelphia Museum of Art della Pennsylvania e nel Museo Dahesh di New York. Al Musée d'Art et d'Histoire di Friburgo una galleria speciale è consacrata all'opera di Adèle d'Affry.
La sua scultura più nota è la Pizia in bronzo, ora nell'atrio del teatro dell'Opéra di Parigi: di quest'opera, che ella stessa considerava il suo capolavoro, scrisse da Roma all'amico Carpeaux il 30 marzo 1870: «Ho mandato un'importante figura al Salon di quest'anno; è una Pythie sul treppiede, una sorta di gitana agitata dal dono profetico. È bizzarra, energica, e non del tutto sistematica, così che vedo venirmi addosso tutti gli irreggimentati. Sono molti, in Francia». 
Anche se non mancarono le critiche e non fu premiata, l'opera venne apprezzata dai più e il suo successo la convinse a eseguire altre versioni: un busto in marmo, per il Musée Carnavalet, una in bronzo, nel Philadelphia Museum of Art; mentre l'originale in marmo è conservato nel Museo Marcello, una copia in bronzo, eseguita dopo la sua morte, nel 1880, è conservata nel Musée d'art et d'histoire di Friburgo.

### Sculture
- Ecate e Cerbero, circa 1866, gruppo scultoreo in marmo comandato da Napoleone III e destinato in origine all'entrata della Foresta di Fontainebleu. Nel 1867 l'opera fu inviata all'Esposizione universale. La scultura, inizialmente collocata nei giardini del Palazzo di Compiègne, nel 1889 viene destinata dallo Stato al comune di Montpellier. Nel 1956 viene spostata in place Renaudel e infine, nel 1986, è disposta nel parco Grammont.[10]
- Pizia, 1870, bronzo sotto la grande scalinata dell'Opera Garnier di Parigi.
- Élisabeth de Wittelsbach detta Sissi imperatrice d'Austria, 1867, marmo, Museo di arte e storia Friburgo
- Bianca Capello, 1863, marmo, Museo di arte e storia Friburgo
- Gorgone, 1865, marmo, Museo di arte e storia Friburgo
- La Baccante stanca, 1868, marmo, Museo di arte e storia Friburgo
- Capo abissino, 1869/posthume, marmo, Museo di arte e storia Friburgo
- Maria-Antonietta al Tempio, 1886/dopo 1879, marmo, Museo di arte e storia Friburgo
- Maria-Antonietta delfina, 1886/dopo 1879, marmo, Museo di arte e storia Friburgo
- Bella romana, 1875, marmo, Museo di arte e storia Friburgo
- Ananké, 1867, marmo, Museo di arte e storia Friburgo
- La Pizia, circa 1880, riduzione in bronzo, Museo di arte e storia Friburgo
- La Baronessa di Keffenbrinck-Ascheraden, 1875, marmo, Museo di arte e storia Friburgo
- Élisabeth de Wittelsbach detta Sissi, imperatrice d'Austria, 1867, marmo, Museo di arte e storia Friburgo
- Bianca Capello, busto in marmo, Château de Fontainebleau
- Donna trasteverina detta anche Bella romana, busto in marmo, Musée d'Arras
- Imperatrice Eugénie, busto in marmo, Musée des beaux-arts, Lione

Opere di Marcello
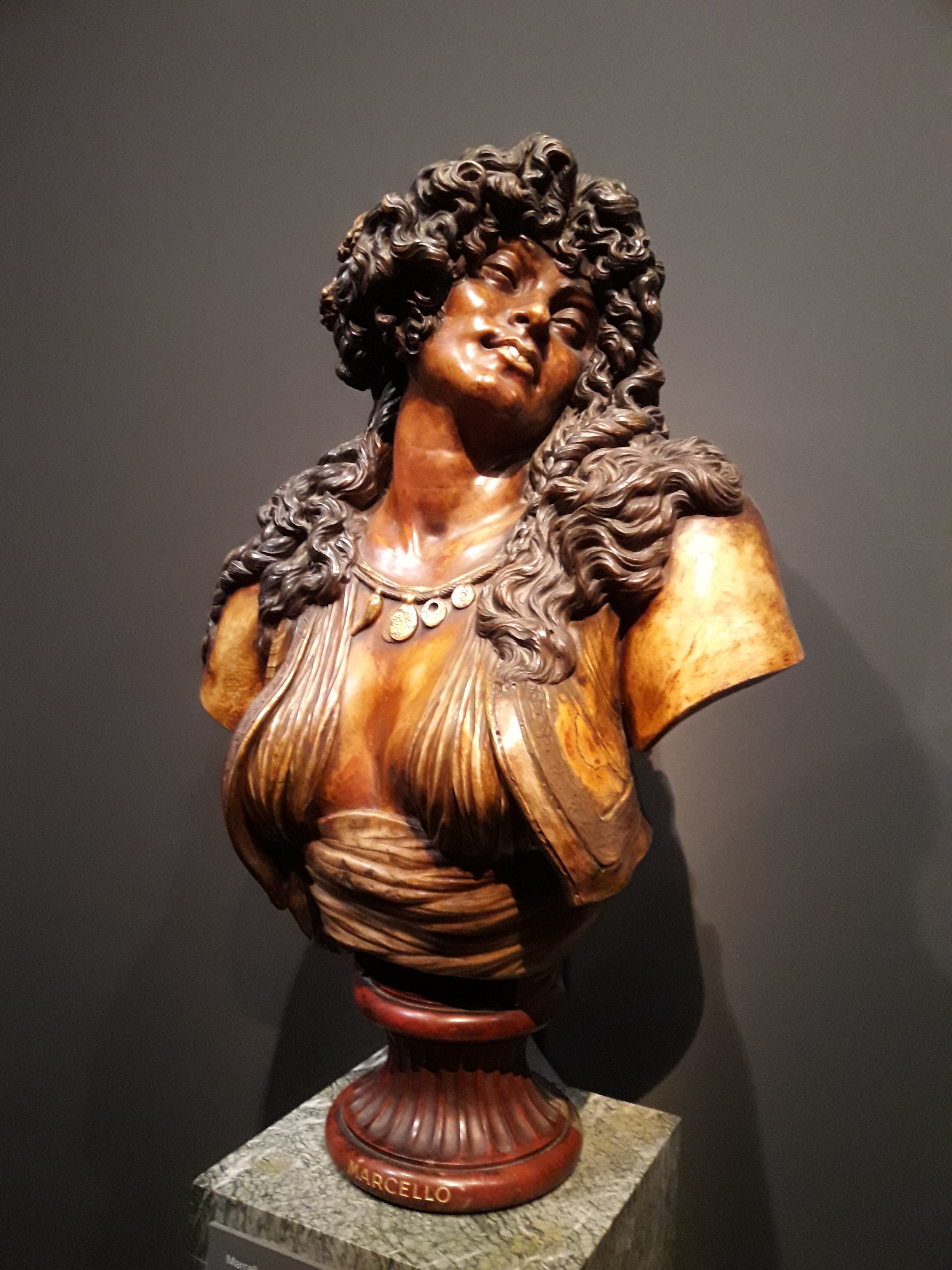
La Moresca sorridente (1869), marmo dipinto ad encausto, bronzo, marmo-onice e ottone, Parigi, collection privée.
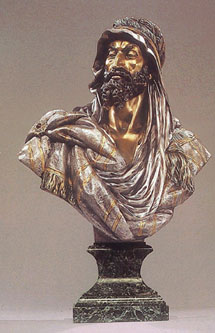
Testa d'arabo (1870), bronzo, New York, Museo Dahesh.
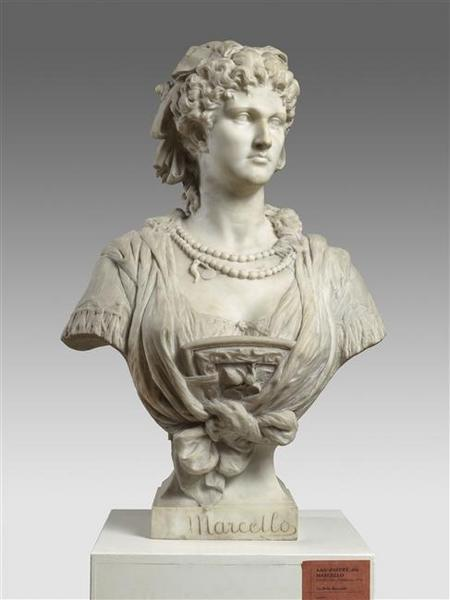
Donna trasteverina (1874), marmo, Parigi, Museo d'Orsay.
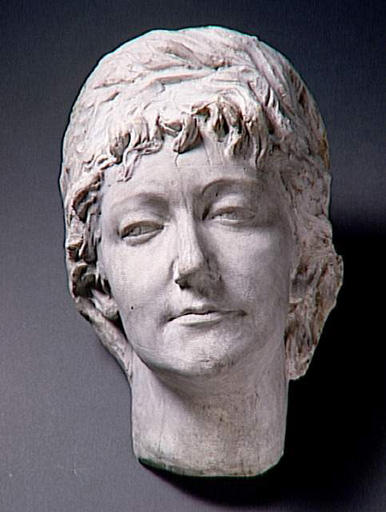
La marchesa di Talenay (1875), gesso, Parigi, Museo d'Orsay.
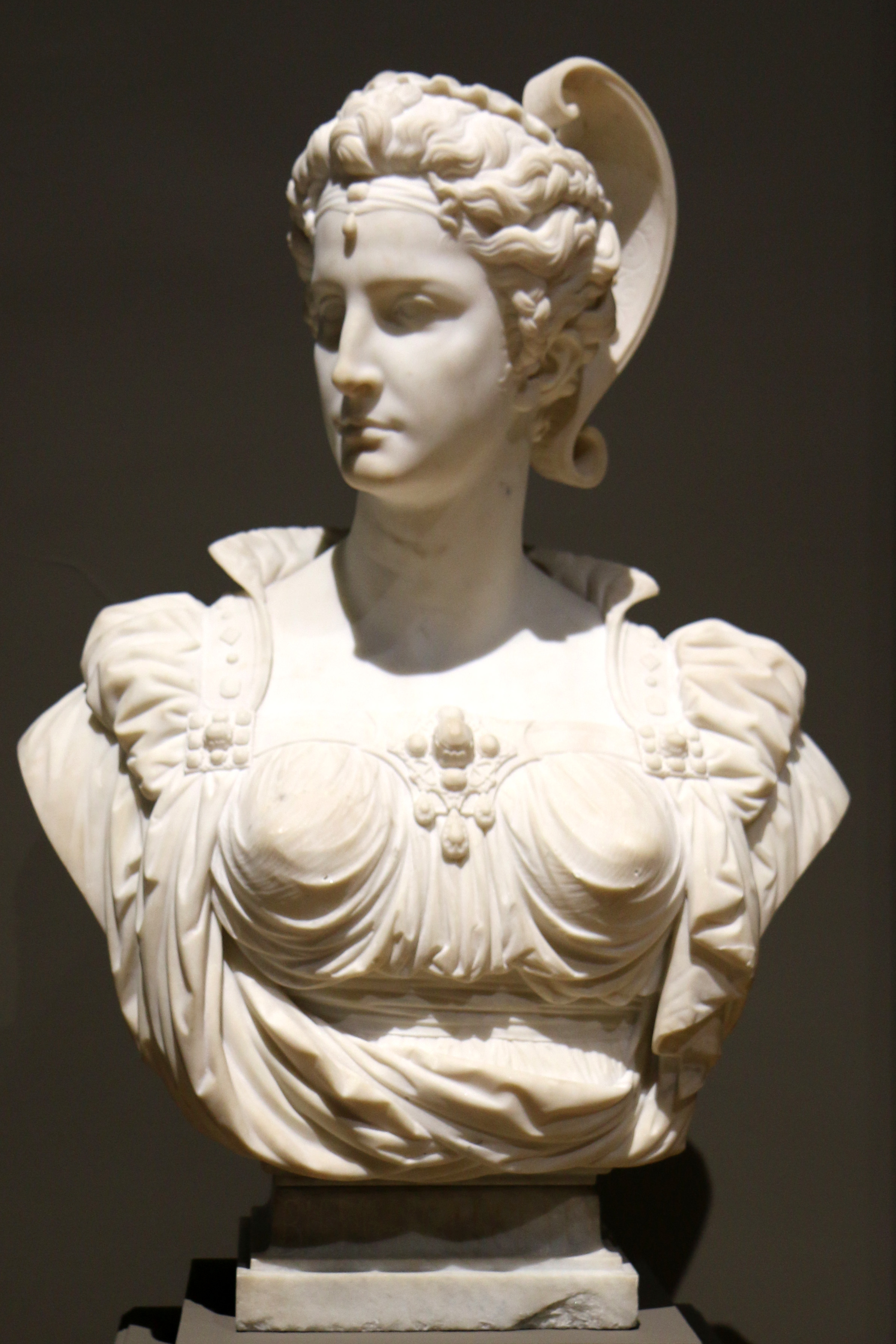
Bianca Capello, marmo, Marsiglia, Museo di belle arti.

### Dipinti
- Ritratto di Berthe Morisot, 1875, Museo di arte e storia Friburgo
- Ritratto della marchesa de Tallenay, 1873, Museo di arte e storia Friburgo
- Capo indiano, Museo di arte e storia Friburgo
- Pescivendola a Napoli, Museo di arte e storia Friburgo

## Iconografia
- Georges Clairin, Marcello nel suo atelier, 1871, olio su tela, Museo di arte e storia Friburgo
- Edouard-Théophile Blanchard, Ritratto della duchessa Castiglione Colonna, 1877, olio su tela, Museo di arte e storia Friburgo
- Gustave Courbet, La duchessa Castiglione Colonna, olio su tela, Museo di Belle Arti, Reims
- Jean-Baptiste Clésinger, La duchessa Castiglione Colonna, 1861, marmo, Fondazione Marcello, Givisiez
- Marcellin Desboutins, Ritratto di Marcello, 1874, incisione, Museo di arte e storia Friburgo

## Riconoscimenti
Nel 1963 è fondata a Friburgo la Fondazione Marcello, il cui scopo è la conservazione e la promozione della memoria e delle opere di Marcello.